# Hvis lyset tar oss
Hvis Lyset Tar Oss (з норв. Якщо світло забере нас) — третій музичний альбом норвезького Burzum. Альбом записаний у вересні 1992 року, проте виданий тільки 15 травня 1994 року лейблом Misanthropy Records. Загальна тривалість композицій становить 42:38. Альбом відносять до напрямку блек-метал.

## Список композицій
Автор музики і слів Count Grishnackh. 
| #     | Назва                                                           | Тривалість |
| ----- | --------------------------------------------------------------- | ---------- |
| 1.    | «Det som en gang var» ("What Once Was")                         | 14:21      |
| 2.    | «Hvis lyset tar oss» ("If the Light Takes Us")                  | 8:04       |
| 3.    | «Inn i slottet fra droemmen» ("Into the Castle from the Dream") | 7:51       |
| 4.    | «Tomhet» ("Emptiness")                                          | 14:11      |
| 44:27 |                                                                 |            |